# Antyamerykanizm

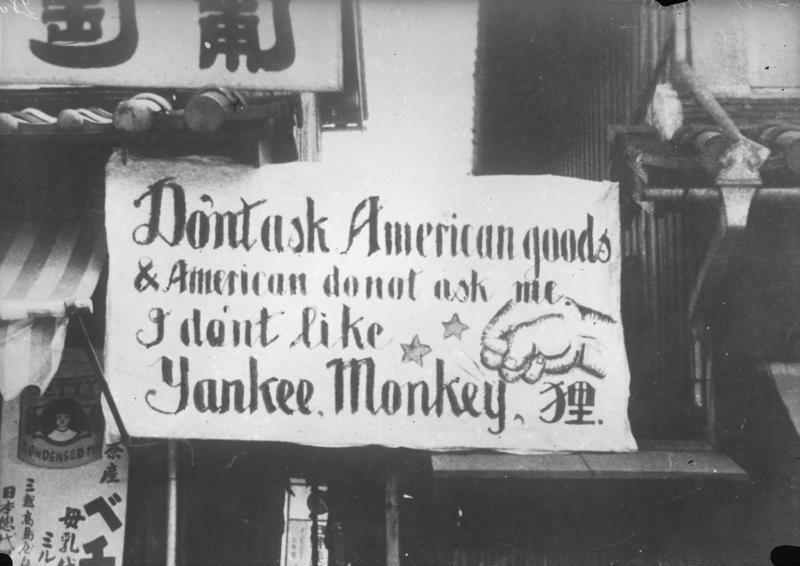
Plakat antyamerykański w Tokio (1931)

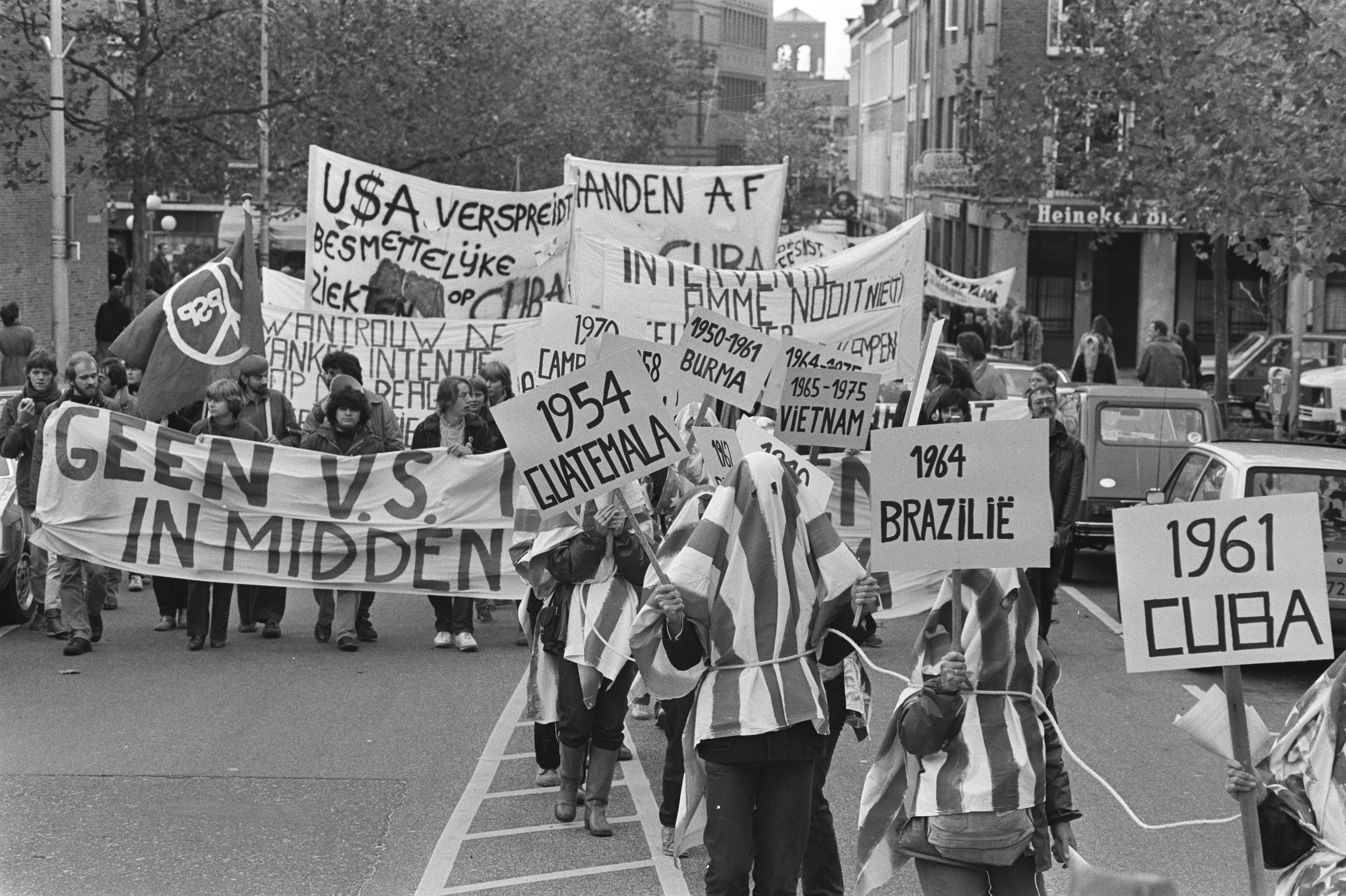
Demonstracja antyamerykańska w holenderskim Nijmegen (1981)

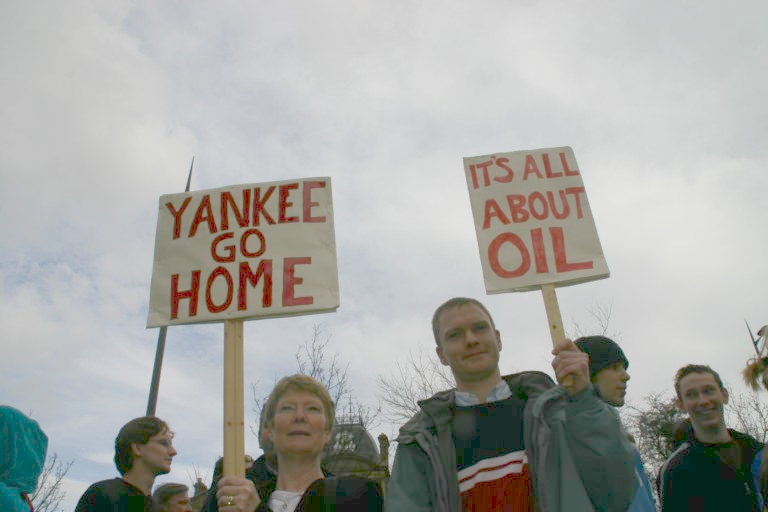
Hasło „Yankee go Home” w Liverpoolu (2006)

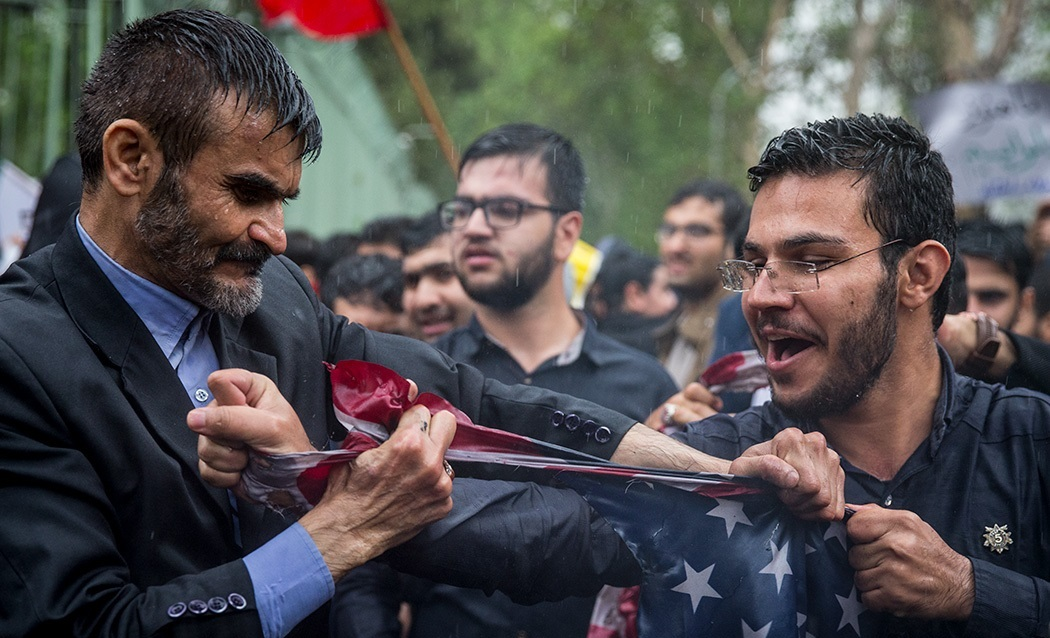
Zachowania antyamerykańskie (darcie flagi) w Teheranie (2018)

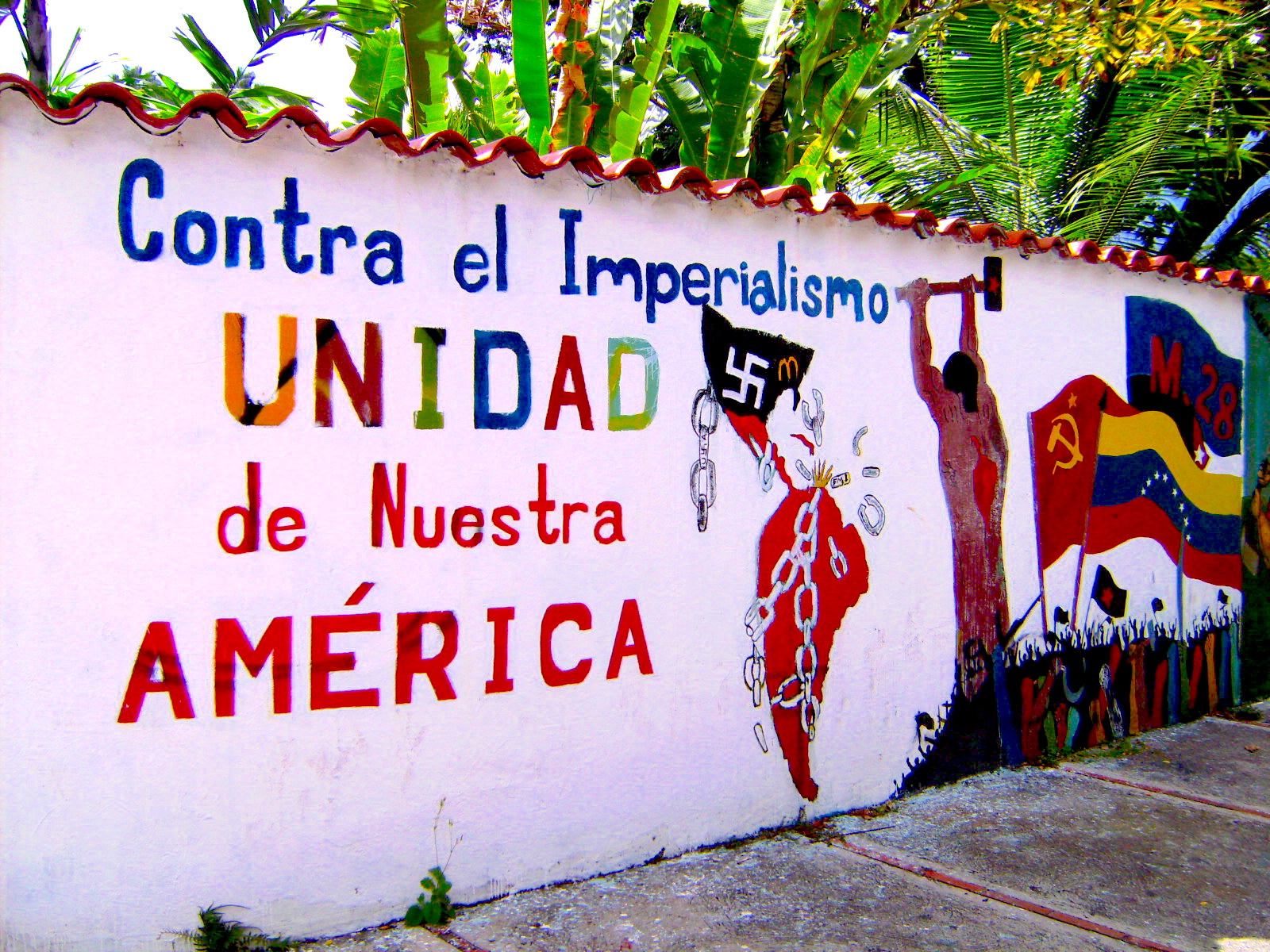
Antyamerykański mural w Ameryce Łacińskiej

Antyamerykanizm – stały, niezmienny, krytyczny stosunek do społecznych, ekonomicznych i politycznych instytucji, tradycji i wartości reprezentowanych przez Stany Zjednoczone.

## Definicja
Stosunek ten jest ukierunkowany przez przyjęte wcześniej ustalone obrazy i negatywne stereotypy. Antyamerykanizm jest zjawiskiem wielopłaszczyznowym, ma różne formy, a także różną genezę. Pozostaje obiektem badań i przedmiotem zainteresowań badaczy różnych gałęzi nauki, co powoduje, że posiada liczne definicje i różnoraką systematykę. Jedną z najważniejszych definicji sformułował Paul Hollander, według którego jest to „predyspozycja do wrogości wobec Stanów Zjednoczonych i amerykańskiego społeczeństwa, nieustępliwy krytyczny impuls ku amerykańskim instytucjom społecznym, gospodarczym, politycznym, amerykańskim tradycjom oraz wartościom, pociągający za sobą niechęć do kultury amerykańskiej, w szczególności jej wpływu za granicą; to często pogarda dla amerykańskiego charakteru narodowego i niechęci do Amerykanów, ich obyczajów, zachowań, strojów, etc; to odrzucenie amerykańskiej polityki zagranicznej i przekonanie co do złośliwości amerykańskich wpływów i obecności w każdym miejscu na świecie”.
R.O. Keohane i P. Katzenstein definiują antyamerykanizm jako „psychologiczną tendencję do podtrzymywania negatywnego poglądu na temat amerykańskiego społeczeństwa i Stanów Zjednoczonych w ogólności”.
Zjawisko kojarzone jest obecnie głównie z lewicą i z politycznym islamem. Antyamerykanizm prawicowy praktycznie pozostaje w zaniku i ogranicza się głównie do sfery kultury.

## Antyamerykanizm europejski
Źródeł antyamerykanizmu można się dopatrywać już w czasach uchwalenia Deklaracji Niepodległości Stanów Zjednoczonych (1776). W tym czasie część elit intelektualnych i politycznych Europy przyjęła krytyczny stosunek do USA, czyli byłej kolonii. Jako główne negatywne stereotypy wobec Amerykanów ukształtowały się wówczas: sprzedajność, wulgarność, niedoskonałość, brak autentyczności oraz poczucie niejasnego zagrożenia wynikające z zainteresowania nowym, dużym państwem. Jako istotną „wadę” USA podkreślano też niższość kulturową Ameryki, a później także (paradoksalnie) krytykowano eksport amerykańskiej kultury do Europy (amerykanizację). Błyskawiczna industrializacja Stanów Zjednoczonych i sukces ekonomiczny kraju wpłynęły z kolei na krytykę materializmu mieszkańców USA i ich ekspansji przemysłowej. Gdy kraj wyrósł na światowego lidera militarnego i przemysłowego, do pogardy i krytyki dołączył się lęk przed jego hegemonią motywowany w dużym stopniu zazdrością i utratą własnego znaczenia przez państwa europejskie. Antyamerykanizm (zwłaszcza po upadku ZSRR) stał się jedną z ideologicznych przesłanek budowania jedności europejskiej w opozycji do Stanów Zjednoczonych, co zamiast generować jedność, spowodowało rozłamy między sojusznikami. Francuski filozof André Glucksmann wskazał, że współczesny europejski antyamerykanizm służy m.in. temu, by nie obawiać się zagrożenia terrorystycznego. Opiera się on na złudzeniu, jakoby terroryści czuli się prowokowani wyłącznie przez USA, natomiast Europy problem zagrożenia islamskim fundamentalizmem miałby nie dotyczyć. Glucksmann stwierdził, iż antyamerykanizm jest funkcją gniewu Europejczyka na mieszkańca Stanów Zjednoczonych za to, że przypomina mu on o rzeczywistości.
W pierwszej połowie XX wieku antyamerykanizm był związany z poczuciem dekadencji, możliwego „końca” cywilizacji europejskiej, która nie jest w stanie przeciwstawić się amerykańskiej sile oddziaływania. Z uwagi na wszechstronną pomoc, jaką USA świadczyły Europie podczas II wojny światowej i po niej (odbudowa, plan Marshalla), element antyamerykański nie był zbyt silny w pierwszej fazie jednoczenia Europy. Z czasem jednak został ponownie przywołany, głównie za sprawą polityki Charles’a de Gaulle’a (krytykującego amerykański izolacjonizm w dwudziestoleciu międzywojennym, jako ważną przyczynę wybuchu wojny) i kontynentalnej lewicy, krytykującej USA z pozycji antykapitalistycznych.

## Antyamerykanizm islamski
O ile antyamerykanizm europejski opiera się głównie na podbudowie filozoficznej, o tyle islamski, w tym irański ma swoje korzenie przede wszystkim w krytycznej ocenie polityki zagranicznej Stanów Zjednoczonych względem regionu Bliskiego Wschodu. XIX-wieczne europejskie polemiki krytyczne na temat USA składały się głównie z teoretycznych rozważań na temat wyższości Europy nad Ameryką, natomiast antyamerykanizm islamski wyraża się w nienawiści do Stanów Zjednoczonych i brutalnym stosowaniu terroryzmu. Ameryka pozostaje największym i stałym wrogiem radykałów islamskich, a także i symbolem zła zagrażającego religii muzułmanów. Bernard Lewis jako przyczyny powstania tego zjawiska w świecie islamskim wymienia politykę USA w Iranie, sojusz amerykańsko-izraelski oraz amerykańskie poparcie dla niektórych autorytarnych rządów i satrapii w państwach arabskich.
Mimo różnic istnieje możliwość wzajemnego rozumienia się i łączenia sił pomiędzy antyamerykanistami europejskimi i islamskimi na mocy zasady „wrogowie moich wrogów są moimi przyjaciółmi”.

### Antyamerykanizm irański
Antyamerykanizm w Iranie jest głównie narzędziem władzy do sprawowania rządów i usprawiedliwiania niepowodzeń politycznych oraz gospodarczych. W okresie wspierania interesów irańskich przez USA mieszkańcy tego kraju byli pozytywnie nastawieni do Stanów Zjednoczonych. Do poróżnienia obu narodów doprowadził konflikt interesów naftowych, a także udział Amerykanów w obaleniu Mohammada Mosaddegha (premiera Iranu), jak również ich dobre relacje z szachem Mohammadem Rezą Pahlawim, który z uwagi na twarde metody rządzenia nie uzyskał znaczącego poparcia społecznego, co w ostatecznym rozrachunku spowodowało wybuch rewolucji islamskiej. Po rewolucji, w ramach polityki izolacjonistycznej, regularnie wykorzystywano stereotypy antyamerykańskie do podbudowywania irańskiej racji stanu, rozwijania programu nuklearnego i konfliktowania się z Izraelem. Antyamerykanizm Iranu był częstokroć podkreślany przez mocno antyzachodnią retorykę Chomeiniego oraz wspieranie terroryzmu, co zaskutkowało uznaniem Iranu przez administrację prezydenta George’a W. Busha za państwo należące do krajów osi zła.

## Antyamerykanizm japoński i chiński
Antyamerykanizm w Japonii i Chinach oparty jest na dwóch podstawowych elementach: doświadczeniach historycznych oraz krytyce bieżącej polityki międzynarodowej USA. W przypadku Japonii ten pierwszy czynnik jest dominujący. Najważniejszą różnicą między tymi postawami jest większa powściągliwość wersji japońskiej, w której tendencje antyamerykanistyczne są jedynie narzędziem dla nadania krajowi większego znaczenia na arenie międzynarodowej. W Chinach polityka antyamerykańska kształtowana była odgórnie, przez władze komunistyczne, zwłaszcza w epoce maoistowskiej.

## Antyamerykanizm kubański
Nacjonalizm kubański narodził się w okresie XIX-wiecznych walk o wyzwolenie i miał od początku zabarwienie antyamerykańskie. Różne władze na przestrzeni historii wyspy ostrzegały Kubańczyków przed możliwą lub wyimaginowaną groźbą agresji ze strony USA, co znajdowało odzwierciedlenie w nastawieniu społecznym. Nastroje antyamerykańskie były zakotwiczone w świadomości narodu począwszy od przełomu XIX i XX wieku, a rewolucja komunistyczna ponownie je zmobilizowała i podsyciła. Na poglądach antyamerykańskich Fidel Castro zbudował swój polityczny autorytet, kreując się na przywódcę Latynosów w walce z imperializmem Stanów Zjednoczonych.